# Хасково 2009
ФК Хасково 2009 (болг. ФК Хасково 2009) — болгарский футбольный клуб, представляющий одноимённый город. Клуб в настоящее время играет в Профессиональной футбольной группе «А», главной лиге в болгарской футбольной системе.

## История
Клуб был основан в 1957 году под названием ДФС "Димитър Канев". В Профессиональной футбольной группе «А» команда выступала в сезонах 1978/79, 1990/91 и 1992/93 и в период с 1981 по 1984 год. Высшим достижением «Хасково» в лиге стало 8-е место в сезоне 1981/82.

## Достижения
Чемпионат Болгарии
- 8-е место: 1981/82

Профессиональная футбольная группа «Б»
- 2-е место: 2013/14

Кубок Болгарии
- 1/2 финала (1): 1983/84